# Arquebisbat de Patres

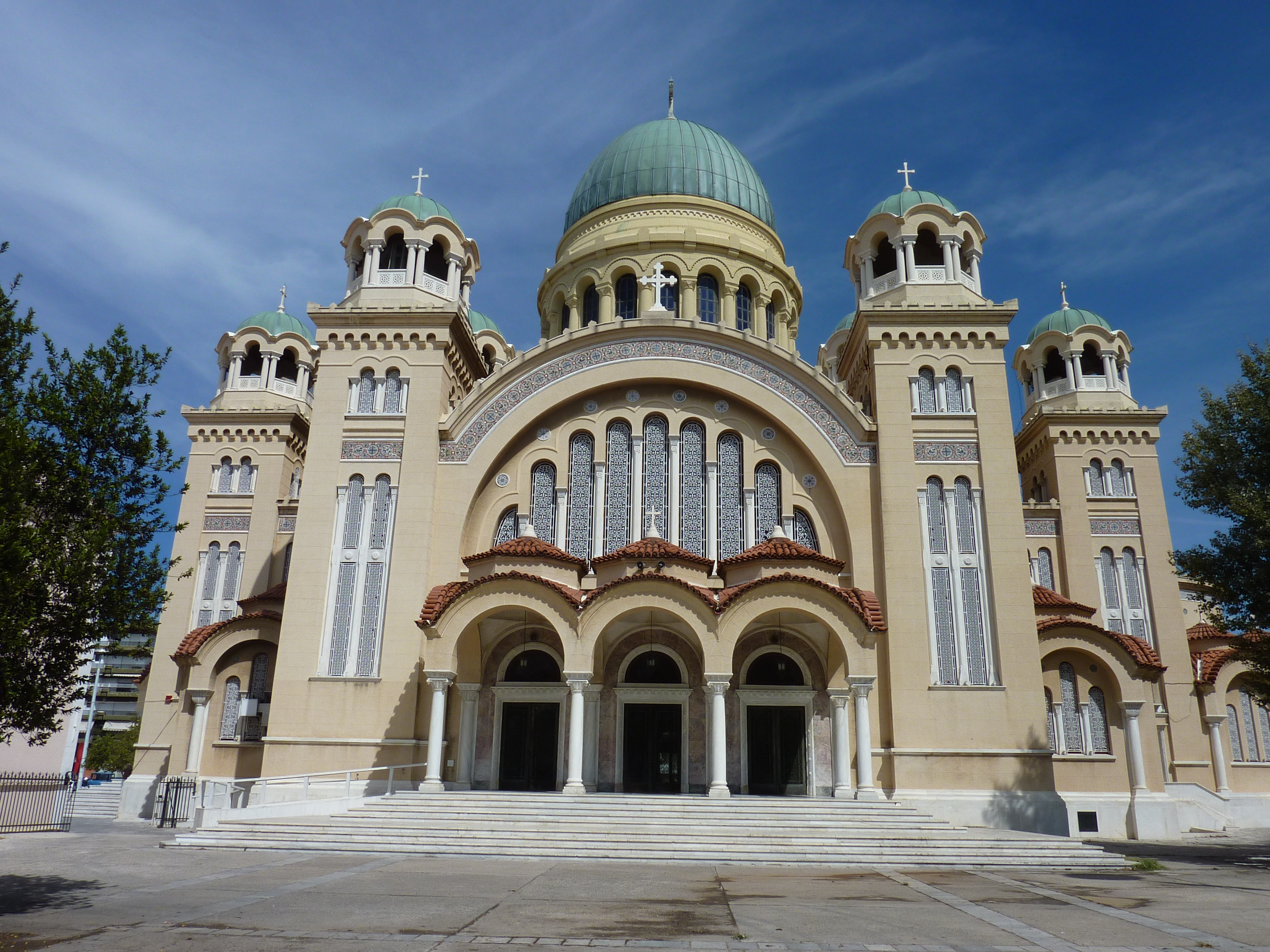
La basílica de Sant Andreu Apòstol de Patres.

L'arquebisbat de Patres (grec: Αρχιεπισκοπική Λατινική Βαρωνία της Πάτρας, llatí: Archidioecesis Patracensis o Patrensis) és una seu suprimida i titular de l'Església Catòlica a Grècia.

## Història
Patres és una antiga seu metropolitana de la província romana d'Acaia (Peloponès), al Patriarcat de Costantinoble.
Segons la tradició, la ciutat va ser evangelitzacióevangelitzada per sant Andreu apòstol, que hauria patit el martiri després d'haver-hi consagrat al bisbe sant Stratocles. El primer bisbe documentat històricament és Plutarc, que va participar en el concili de Sàrdica aproximadament el 347. Només hi ha una dotzena d'arquebisbes coneguts del primer mil·lenari cristià.
Inicialment sufragània de l'arxidiòcesi de Corint, al segle vi, la diòcesi de Patres va ser elevada al rang d'arxidiòcesi autocèfala. A principis del segle ix (entre el 802 i el 806), l'emperador Nicèfor I el Logoteta la va elevar al rang de metropolitana amb res sufragànies : Lacemedònia, Methone i Corone. Durant els dos segles següents també se li van assignar les sufragànies d'Elo, Oleno, Amicles, Morea i Cernizza. Al segle xiii va ser elevada a exarcat de l'Acàia.
Després de la Quarta Croada es va erigir una arxidiòcesi de ritu llatí, de la qual es coneixen diversos arquebisbes fins a mitjans del segle xv. Des del 1408, Patres es va convertir en una colònia veneciana, conquerida pels turcs el 1458, que va marcar el final de la presència dels llatins.
Des de l'últim quart del segle xv, Patres és una seu arxiepiscopal titular de l'Església catòlica; el seu es troba vacant des del 26 d'agost de 1971.

## Cronologia episcopal

### Arquebisbes grecs
- Stratocle † (segle i)
- Plutarco † (citat el 347 aproximadament)
- Perigene † (citat el 415 aproximadament)
- Alessandro † (citat el 458)
- Atanasio † (citat el 790 aproximadament)
- Giorgio † (vers 820-831)
- Teodoro † (citat el 867 o 868)
- Saba † (citat el 879)
- Tommaso † (vers els segles IX-x)[2]
- Andrea † (citat el 900 aproximadament)
- Gabriele † (citat el 990 aproximadament)
- Costantino † (citat el 1028)

### Arquebisbes llatins
- N. † (? - 1205 mort)
- Antelmo de Cluny † (1205 - després del 1221)
- Bernardo † (8 d'octubre de 1243 - ?)
- Anonimo † (abans del 1246 - després del 1252)
- Goffredo † (9 de desembre de 1253 - després del 1255)
- J. † (27 de novembre de 1263 - ?)
- Benedetto d'Alatri † (2 de juny de 1273 - ? mort)
- Giovanni † (7 d'octubre de 1295 - ?)
  - Giovanni Colonna † (8 de gener de 1306 - ?) (administrador apostòlic)
- Giacomo † (28 d'abril de 1307 - ? mort)
- Ranieri † (30 de juliol de 1308 - ? mort)
- Guglielmo, O.F.M. † (3 de gener de 1317 - ? mort)
- Ruggero † (20 d'octubre de 1337 - ? mort)
- Nicola Canal † (23 de maig de 1347 - ? mort)
- Reginaldo † (4 de gener de 1351 - ? mort)
- Raimondo de Cluny, O.S.B. † (20 de desembre de 1357 - ? mort)
- Giovanni Acciaiuoli † (20 de maig de 1360 - ? mort)
- Bongiovanni † (5 d'abril de 1363 - ? mort)
- Bartolomeo Papazzurri, O.P. † (21 de juliol de 1363 - ? mort)
- Angelo da Reggio † (12 de desembre de 1365 - ? mort)
  - Paolo di Tebe † (20 d'octubre de 1367 - 1370) (administrador apostòlic)
- Giovanni Piacentini † (28 d'abril de 1371 - 27 de novembre de 1375 nomenat bisbe de Castello)
- Paolo Foscari † (27 de novembre de 1375 - vers 1384)
  - Pietro Corner, O.F.M. † (14 de setembre de 1386 - ?) (antibisbe)
- Angelo Acciaiuoli † (vers 1395 - ?) (administrador apostòlic)
- Stefano Zaccaria † (20 d'abril de 1405 - ? mort)
- Pandolfo Malatesta † (10 de maig de 1424 - 1441 mort)

### Arquebisbes titulars
- Simone Vosich † (26 de novembre de 1473 - d'agost de 1482 mort)
- Giovanni Battista de Giudici, O.P. † (4 de febrer de 1484 - ? mort)
- Stefan Teglatije † (5 de setembre de 1485 - 1514 mort)
- Antonio Marcello, O.F.M.Conv. † (21 de maig de 1520 - 6 de setembre de 1521 nomenat bisbe de Cittanova)
- Antonio Cocco † (29 de maig de 1560 - ?)
- Alessandro Piccolomini † (28 de juliol de 1574 - ?)
- Gianfrancesco Guidi di Bagno † (3 de març de 1614 - 17 de maig de 1627 nomenat bisbe de Cervia)
- Ciriaco Rocci † (29 de maig de 1628 - 13 d'agost de 1635 nomenat cardenal amb el títol de San Salvatore in Lauro)
- Girolamo Farnese † (11 d'abril de 1639 - 6 de maig de 1658 nomenat cardenal amb el títol de Sant'Agnese fuori le mura)
- Ottaviano Carafa † (19 d'abril de 1660 - 14 d'abril de 1666 mort)
- Giacinto Solaro di Moretta † (23 de gener de 1668 - 1672 mort)
- Fabrizio Spada † (8 d'agost de 1672 - 23 de març de 1676 nomenat cardenal amb el títol de San Callisto)
- Sinibaldo Doria † (18 de desembre de 1711 - 21 de maig de 1731 nomenat arquebisbe de Benevent)
- Fabrizio Serbelloni † (6 d'agost de 1731 - 22 de juliol de 1754 nomenat cardenal amb el títol de Santo Stefano al Monte Celio)
- Johann Philipp von Walderdorff † (16 de setembre de 1754 - 18 de gener de 1756 nomenat arquebisbe de Trèveris)
- Francesco Carafa della Spina di Traetto † (28 de gener de 1760 - 26 d'abril de 1773 nomenat cardenal amb el títol de San Clemente)
- Carlo Crivelli † (11 de setembre de 1775 - 29 de març de 1802 nomenat cardenal amb el títol de Santa Susanna)
- Paolo Filipponi † (6 d'abril de 1818 - 1819 mort)
- Celestino Maria Cocle, C.SS.R. † (30 de setembre de 1831 - 3 de març de 1857 mort)
- Filippo Gallo, C.M. † (18 de març de 1858 - 27 de gener de 1890 mort)
- Giuseppe Maria Costantini † (1 de juny de 1891 - 14 de novembre de 1906 mort)
- Donato Velluti Zati di San Clemente † (15 d'abril de 1907 - 11 de desembre de 1927 mort)
- Beato Andrea Giacinto Longhin, O.F.M.Cap. † (4 d'octubre de 1928 - 26 de juny de 1936 mort)
- Luigi Fogar † (30 d'octubre de 1936 - 26 d'agost de 1971 mort)

## Note
1. ↑  Vitalien Laurent, L'évêché de Morée (Moréas) au Péloponnèse, in: Revue des études byzantines, tome 20 (1962), pp. 181-189.
2. ↑  Catalogue of Byzantine Seals at Dumbarton Oaks and in the Fogg Museum of Art, vol. II, 1994, p. 92.